# Camuflatge actiu

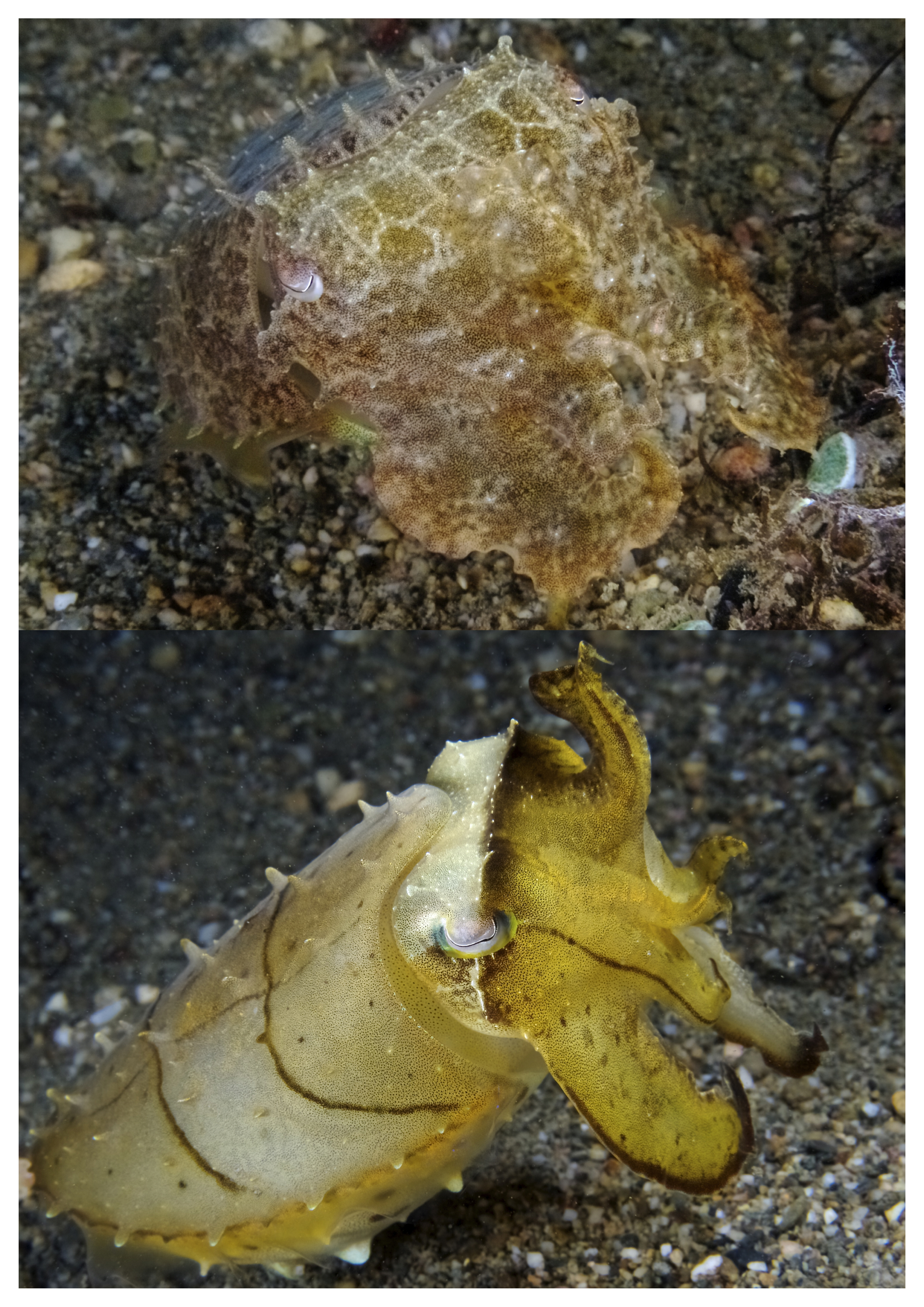
Molts cefalòpodes poden canviar de color ràpidament per avisar o per coincidir amb el seu fons.

El camuflatge actiu o camuflatge adaptatiu és el tipus de camuflatge que s'adapta, sovint ràpidament, als voltants d'un cos tal com un animal o un vehicle militar. En teoria, el camuflatge actiu podria ser capaç d'ocultar perfectament l'objecte de la detecció visual.
El camuflatge actiu és utilitzat per diversos grups animals, incloent-hi els rèptils a la superfície, i els cefalòpodes, mol·luscs i pleuronectiformes a l'aigua. Els animals aconsegueixen el camuflatge actiu mitjançant tant el canvi de color com mitjançant la contrail·luminació.